# Mountain West Conference

Karte der US-Staaten mit Hochschulen, die Mitglied der Mountain West Conference sind

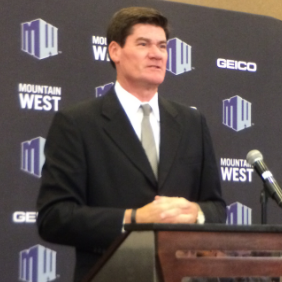
Ehemaliger Commissioner Craig Thompson

Die Mountain West Conference (MWC) ist eine regionale Staffel im Hochschulsportbereich in den USA. Sie zählt aus historischer Sicht zu den jüngeren Staffeln in der NCAA Division I, der höchsten Spielklasse der National Collegiate Athletic Association (NCAA), und ist im Bereich des College Football eine von derzeit elf Staffeln der bis 2006 als Division I-A bezeichneten Bowl Subdivision. Die MWC wurde im Juli 1999 gegründet und umfasst vor allem Hochschulen im mittleren und südlichen Westen sowie im Süden der Vereinigten Staaten (Kalifornien, Colorado, Nevada, New Mexico, Texas, Utah und Wyoming). Der Hauptsitz der Conference befindet sich in Colorado Springs im Bundesstaat Colorado. Zu den Sportarten, in denen die Mountain West Conference Wettbewerbe organisiert, zählen Baseball, Basketball, American Football, Golf, Tennis, Skisport sowie Leichtathletik bei den Männern und Basketball, Fußball (Soccer), Volleyball, Softball, Golf, Tennis, Schwimmen sowie Tauchen bei den Frauen.

## Geschichte
Die Mountain West Conference wurde 1999 von acht Hochschulen gegründet, die zuvor die Western Athletic Conference (WAC) verlassen hatten. Die Zahl der Hochschulen in der WAC war drei Jahre vorher durch die Aufnahme von ehemaligen Mitgliedern der im Mai 1996 aufgelösten Southwest Conference (SWC) auf 16 gestiegen, was zur Organisation der WAC in Form von zwei Divisionen geführt hatte. Mit diesem Zustand waren jedoch einige der beteiligten Hochschulen aus sportlichen und finanziellen Gründen unzufrieden, so dass sie aus der WAC ausschieden und die MWC gründeten.
Im Jahr 2005 wurde zusätzlich zu den acht Gründungsmitgliedern die Texas Christian University aufgenommen, die vorher Mitglied der Conference USA gewesen war. Die Boise State University wechselte mit Beginn der Spielzeit 2011/2012 von der WAC zur Mountain West Conference, nachdem sie im Juni 2010 ein entsprechendes Angebot erhalten hatte. Demgegenüber verließ die University of Utah die MWC trat beginnend mit der Saison 2011/2012 der Pacific-12 Conference bei. Im August 2010 gaben die California State University, Fresno und die University of Nevada, Reno bekannt, von der WAC zur Mountain West Conference zu wechseln. Die Brigham Young University erklärte im gleichen Monat, mit Beginn der Saison 2011 aus der MWC auszuscheiden und in Zukunft die Football-Mannschaft als Independent ohne Konferenzbindung starten zu lassen, während die anderen Mannschaften der Universität der West Coast Conference beitreten werden.

## Mitglieder
Der Mountain West Conference gehören gegenwärtig elf Hochschulen als Vollmitglieder sowie eine weitere Hochschule als reines Football-Mitglied an:
- United States Air Force Academy, Colorado (seit 1999)
- Boise State University, Idaho (seit 2011; abreise im Juli 2026 zur Pac-12 Conference)
- California State University, Fresno, Kalifornien (seit 2012; abreise im Juli 2026 zur Pac-12)
- Colorado State University, Colorado (seit 1999; abreise im Juli 2026 zur Pac-12)
- Grand Canyon University, Arizona (seit 2025; Nicht-Football-Mitglied)
- University of Hawaiʻi at Mānoa, Hawaii (seit 2012, nur Football)
- University of Nevada, Las Vegas, Nevada (seit 1999)
- University of Nevada, Reno, Nevada (seit 2012)
- University of New Mexico, New Mexico (seit 1999)
- San Diego State University, Kalifornien (seit 1999; abreise im Juli 2026 zur Pac-12)
- San José State University, Kalifornien (seit 2013)
- University of Wyoming, Wyoming (seit 1999)
- Utah State University, Utah (seit 2013; abreise im Juli 2026 zur Pac-12)

### Zukünftige Mitglieder
- University of California, Davis, Kalifornien – ab 2026 (Nicht-Football-Mitglied)
- University of Texas at El Paso, Texas – ab 2026

### Assoziierte Mitglieder
- Colorado College, Colorado – Fußball (Frauen) (seit 2014)
- University of Hawaiʻi at Mānoa, Hawaii – American Football (seit 2012; wird 2026 Vollmitglied)
- Washington State University, Washington – Baseball und Schwimmsport (Frauen) (seit 2024; abreise im Juli 2026)

#### Zukünftiges Assoziiertes Mitglied
- Northern Illinois University, Illinois – American Football (ab 2026)

### Ehemalige Mitglieder
- Brigham Young University, Utah (1999–2011)
- Texas Christian University, Texas (2005–2012)
- University of Utah, Utah (1999–2011)

## MountainWest Sports Network
Die Mountain West Conference betreibt seit dem 1. September 2006 unter dem Namen MountainWest Sports Network (Kürzel „mtn.“) ein eigenes 24-Stunden-Fernsehprogramm zur Berichterstattung über Spiele und Wettkämpfe in den MWC-Ligen. Verhandlungen zur Verlängerung bestehender Verträgen mit dem Sender ESPN waren zuvor aufgrund der von ESPN angebotenen Konditionen gescheitert. Die Hälfte der Anteile am MountainWest Sports Network sind im Besitz der Kabelnetzsparte des US-amerikanischen Telekommunikationskonzerns Comcast.

## Spielstätten der Conference
Ausscheidende Mitglieder in Rosa. Zukünftige Mitglieder in Grau.
| Universität       | Footballstadion                                                     | Kapazität                                                           | Basketballstadion                                   | Kapazität    |
| ----------------- | ------------------------------------------------------------------- | ------------------------------------------------------------------- | --------------------------------------------------- | ------------ |
| Air Force         | Falcon Stadium                                                      | 52.480                                                              | Clune Arena                                         | 5.858        |
| Boise State       | Albertsons Stadium                                                  | 37.000                                                              | ExtraMile Arena                                     | 12.820       |
| Colorado State    | Canvas Stadium                                                      | 41.200                                                              | Moby Arena                                          | 8.745        |
| Fresno State      | Valley Children’s Stadium                                           | 41.031                                                              | Save Mart Center                                    | 15.544       |
| Grand Canyon      | Nicht-Football-Mitglied (keine Football-Mannschaft)                 | Nicht-Football-Mitglied (keine Football-Mannschaft)                 | Global Credit Union Arena                           | 7.500        |
| Hawaiʻi           | Ching Athletics Complex                                             | 16.900                                                              | Stan Sheriff Center                                 | 10.300       |
| Nevada            | Mackay Stadium                                                      | 29.993                                                              | Lawlor Events Center                                | 11.784       |
| New Mexico        | Dreamstyle Stadium                                                  | 42.000                                                              | The Pit                                             | 15.411       |
| Northern Illinois | Huskie Stadium                                                      | 23.595                                                              | Nur Football                                        | Nur Football |
| San Diego State   | Snapdragon Stadium                                                  | 35.000                                                              | Viejas Arena                                        | 12.414       |
| San Jose State    | CEFCU Stadium                                                       | 30.456                                                              | Provident Credit Union Event Center                 | 5.000        |
| UC Davis          | Nicht-Football-Mitglied (Football spielt in der Big Sky Conference) | Nicht-Football-Mitglied (Football spielt in der Big Sky Conference) | University Credit Union Center                      | 7.600        |
| UNLV              | Allegiant Stadium                                                   | 65.000                                                              | Thomas & Mack Center (Männer) Cox Pavilion (Frauen) | 18.776 2.500 |
| Utah State        | Maverik Stadium                                                     | 25.513                                                              | Dee Glen Smith Spectrum                             | 10.270       |
| UTEP              | Sun Bowl Stadium                                                    | 51.500                                                              | Don Haskins Center                                  | 12.222       |
| Wyoming           | War Memorial Stadium                                                | 33.514                                                              | Wyoming at Laramie Arena-Auditorium                 | 15.028       |

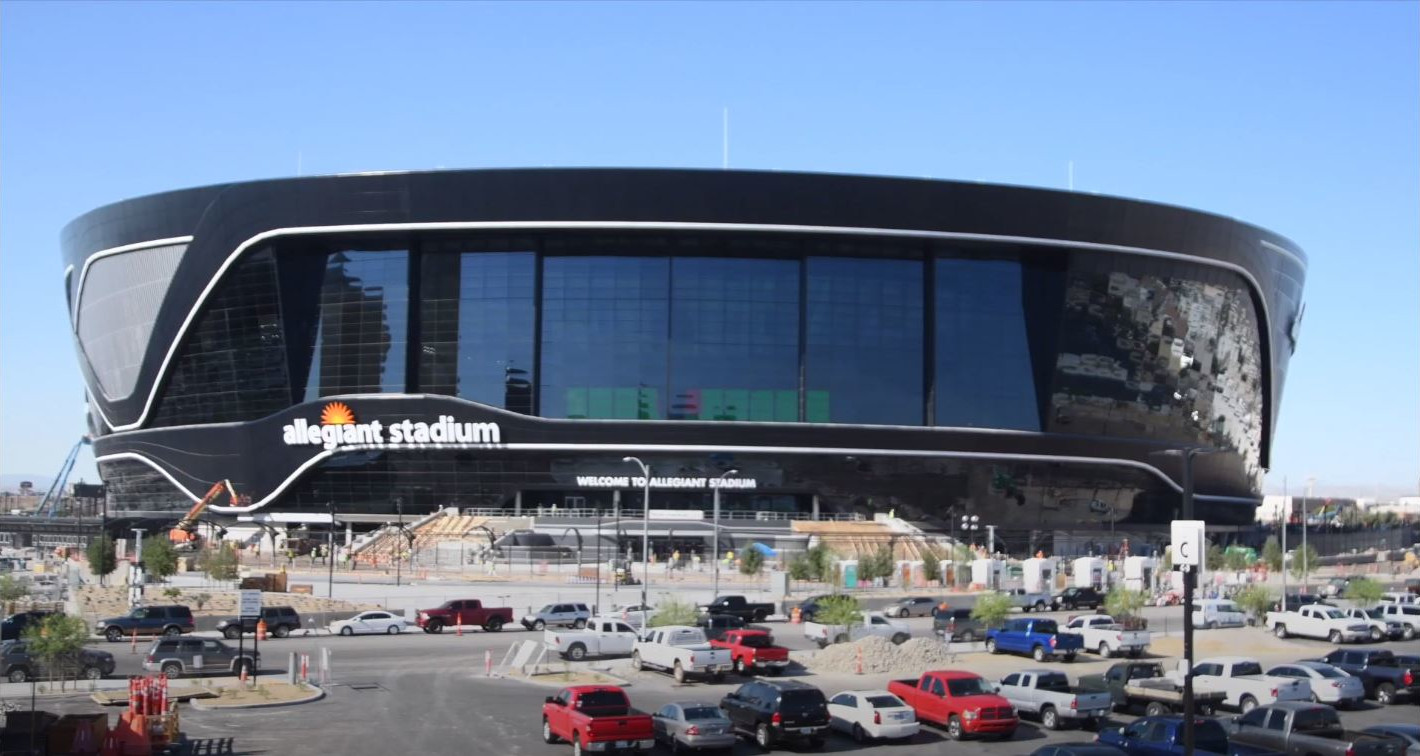
Allegiant Stadium in Las Vegas

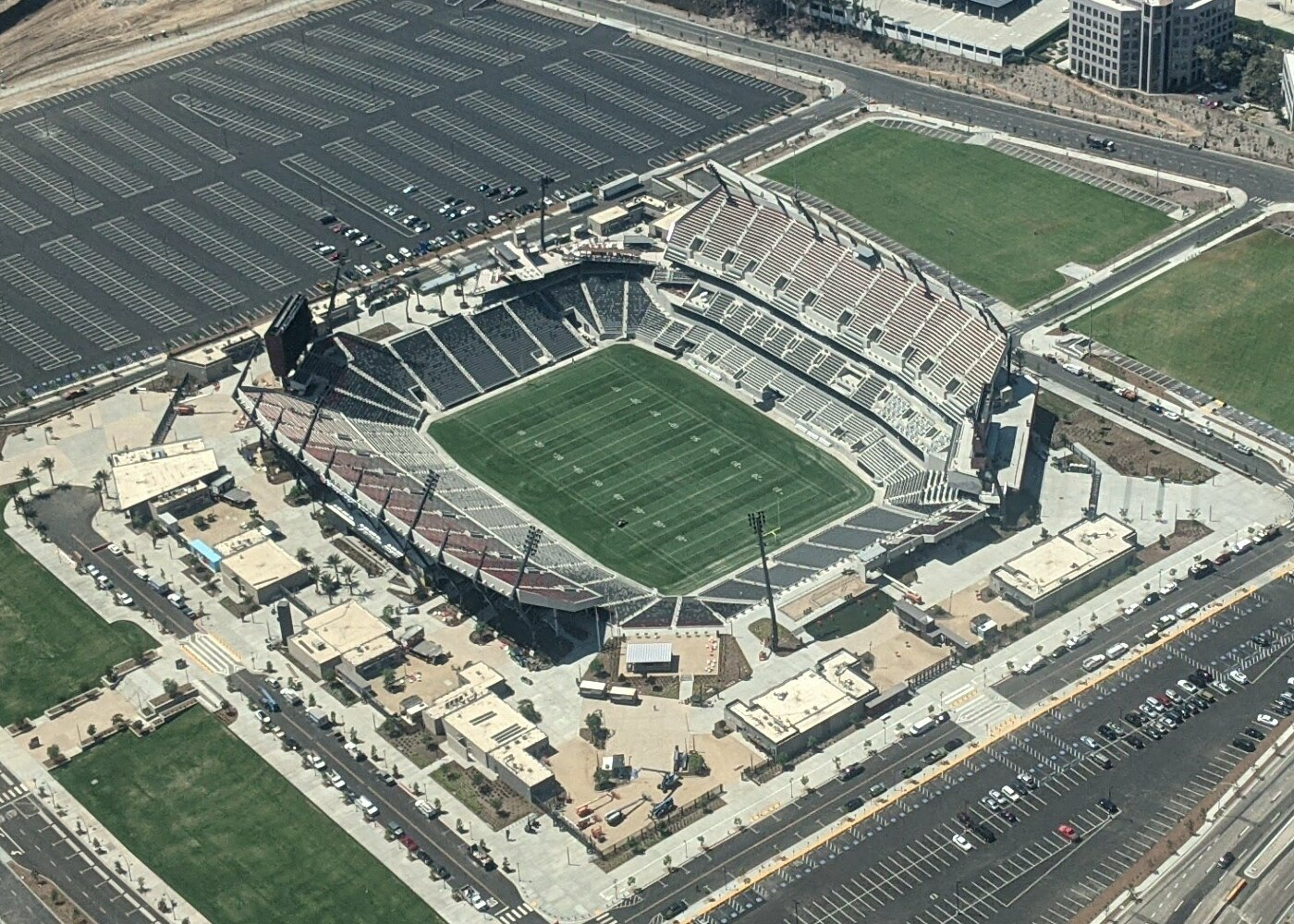
Snapdragon Stadium in San Diego

- Das ehemalige Footballstadion von Hawaii, das Aloha Stadium, wurde 2020 geschlossen. Es soll 2028 durch ein neues Stadion mit 30.000 Sitzplätzen am selben Standort ersetzt werden.